# جردوی
جُرْدِوِیْ یا جُرْدِوِکْ یا به گویش کاشمری: گُرْدِوِیْ نام روستایی عشایری از توابع بخش فرح‌دشت شهرستان کاشمر در استان خراسان رضوی است. این روستا در دهستان دهستان قلعه بالا قرار دارد و برپایه سرشماری سال ۱۳۹۵ جمعیت آن ۹۳۱ نفر (۲۶۹ خانوار) است. از جاذبه‌های گردشگری جردوی می‌توان به آسیاب‌آبی جردوک اشاره نمود.